# Las aventuras de Peter Pan (anime)
Las aventuras de Peter Pan (ピーターパンの冒険 Piitā Pan no Bōken?) simplemente Peter Pan es una serie de anime con 41 episodios basada en el clásico cuento de Peter Pan de James Matthew Barrie. Fue producida por Nippon Animation y dirigida por Yoshio Kuroda como parte del contenedor infantil World Masterpiece Theater o Meisaku de Nippon Animation. 
El contenedor había antes y después producido una gran variedad de series de animación basadas en diferentes obras literarias infantiles; entre ellas estaban "El pequeño lord" (1988) y "Papá Piernas Largas" (1990)
El anime se adapta a la historia de Peter Pan, pero también involucran a una princesa y una reina malvada. En Perú fue transmitida por América Televisión mientras que en México lo fue por XHGC Canal 5 de Televisa y en Ecuador fue transmitida primero por Ecuavisa y finalmente por Teleamazonas
En América, el productor ejecutivo del Anime Peter Pan fue Haim Saban. (Según los créditos finales de la serie de la versión americana)

## Personajes

### Protagonistas
- Peter Pan: El héroe de la serie.

- Wendy Moira Angela Darling: La mayor de los hermano Darling, vuelan junto a Peter Pan en el país de nunca jamás.

- John Darling: Hermano mediano de Wendy, siempre se mete en problemas.

- Michael Darling: El menor de los Darling, demuestra gran coraje para su edad.

- Tiger Lily: La princesa india, hija del jefe.

- Niños Perdidos
  - Curly: El segundo al mando de los niños perdidos después de Peter Pan.
  - Slightly: El inventor del grupo.
  - Tootles: Otro de los niños perdidos.

- Campanita: Una pequeña hada que siempre acompaña a peter pan.

- Princesa Luna: Princesa de la oscuridad y nieta de Siniestra.
- Tiene un poderoso lado oscuro.

### Villanos
- Capitán Garfio (4-): Líder de los piratas siempre trata de derrotar a Peter Pan.

- Smee (4-): Un viejo pirata que sirve al capitán Garfio, aunque es demasiado bueno como para ser considerado pirata.

- Bill (3-): Segundo al mando de los piratas, uno de los más fuertes.

- Alf (3-): Otro de los piratas del Capitán Garfio.

- Starky (3-): Un pirata cobarde.

- Robert (3-): Pirata a cargo de la artillería.

- Cecco (3-): Pirata experto en el uso de navajas. Después traiciona la Capitán Garfio.

- Siniestra: La Malvada reina de la oscuridad y abuela de Luna. Ayuda a los piratas en la serie. Tiene tres espadachines que la protegen.

### Otros
- Cocodrilo: Este cocodrilo se comió la mano derecha del Capitán Garfio hace muchos años, ahora quiere comerse al Capitán Garfio. Cuando está cerca se le puede detectar ya que la mano derecha de Garfio tenía un reloj que hace el sonido de tic tac.

- Ave de Nunca Jamás: Ave a la que Garfio pretende robarle su huevo. Wendy y Tiger Lily intentan impedirlo.

- Don Malaprobe: Un caballero como los de la Edad Media. Aparece en el capítulo "Caballero inolvidable".

- Penélope: Un hada de las flores que no sabe volar y que cree que Peter es su madre. Aparece en el capítulo "¡Ten valor y vuela!".

- Reina de las hadas: Reina de las hadas de las flores. Aparece en el capítulo "¡Ten valor y vuela!".

- Ave de la Memoria: Ave gigante que vive en la cabeza del gigante de la lluvia. Aparece en el capítulo "¿En dónde está el hogar de Campanita?"

- Gigante de la lluvia: Gigante de madera que aparece cuando la lluvia dura tres días.  Aparece en el capítulo "¿En dónde está el hogar de Campanita?"

- Ave Vapor: Ave mecánica.

## Doblaje
VERSION EN ESPAÑOL (MÉXICO/LAT)

Luna || Ariadna Rivas

| Personaje       | Actor/Actriz                                                   |
| Peter Pan       | Gerardo Quiroz                                                 |
| Capitán Garfio  | Álvaro Tarcicio                                                |
| Campanita       | Rossy Aguirre                                                  |
| Wendy Darling   | María Fernanda Morales                                         |
| John Darling    | Carlos Íñigo                                                   |
| Michael Darling | María Fernanda Morales                                         |
| Tiger Lily      | Ana María Grey (1.ª aparición, ep. 6) Patricia Acevedo (resto) |

## Música
- Tema de inicio : Peter Pan otra vez

Cantante: Yukiko Iwai (Yūyu) / Letrista: Yasushi Akimoto / Compositor: Yoshimasa Inoue / Arreglista: Akira Nishihira
- Tema de fin : ¡Sueña, abre sésamo!

Cantante: Yukiko Iwai / Letrista: Yasushi Akimoto / Compositor: Yoshimasa Inoue / Arreglista: Akira Nishihira

## Listado de episodios
- 1. ¿Quién es Peter Pan?
- 2. Podemos volar
- 3. El país de Nunca Jamás
- 4. El reloj del cocodrilo
- 5. Wendy quiere una máquina de coser
- 6. John se une a los piratas
- 7. El huevo del Ave Jamás
- 8. ¡Qué importa qué hora es!
- 9. Todos los días son de cumpleaños
- 10. John tiene una cita con Tiger Lily
- 11. El retrato de la madre de Garfio
- 12. Cuentos de misterio
- 13. Capturado por el capitán Garfio
- 14. El valiente Michael
- 15. Cecco el traidor
- 16. ¡Cuidado, lagartijas!
- 17. John tiene insomnio
- 18. Tootles se enfrenta al peligro
- 19. El misterio del barco pirata desaparecido
- 20. Wendy desaparece
- 21. Salven a Wendy
- 22. El arma secreta de Garfio
- 23. ¿Dónde está el hogar de Campanita?
- 24. La princesa de la oscuridad
- 25. Bienvenida de nuevo Campanita
- 26. El regreso del capitán Garfio
- 27. Caballero inolvidable
- 28. Wendy hechizada
- 29. ¡Ten valor y vuela!
- 30. El mar del diablo
- 31. Peter no puede volar
- 32. El misterio del espejo blanco
- 33. El destino de Luna
- 34. El ferrocarril fantasma
- 35. El amuleto del espejo negro
- 36. John es cobarde
- 37. ¡Aquí está el pasadizo secreto!
- 38. El temible espejo negro
- 39. El mal triunfa sobre Luna
- 40. La tierra de Nunca Jamás será destruida
- 41. Adiós Peter Pan